# Jalance
Jalance, en castillan et officiellement (Xalans en valencien), est une commune d'Espagne de la province de Valence dans la Communauté valencienne. Elle est située dans la comarque du Valle de Cofrentes et dans la zone à prédominance linguistique castillane.

## Géographie

Localisation de Jalance
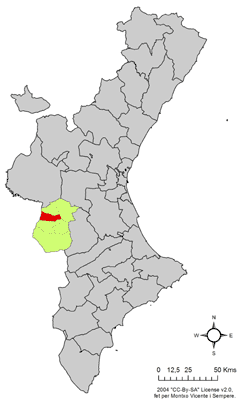
dans la Communauté valencienne.
dans la comarque du Valle de Cofrentes.

### Localités limitrophes
Le territoire communal de Jalance est voisin de celui des communes suivantes :
Cofrentes, Cortes de Pallás et Jarafuel, toutes situées dans la province de Valence.

## Démographie
| 1.304 | 1.196 | 1.180 | 1.117 | 1.103 | 1.073 | 1.030 | 981 | 1.016 |

## Administration
Liste des maires, depuis les premières élections démocratiques.
| Législature | Nom du Maire               | Parti politique |
| ----------- | -------------------------- | --------------- |
| 1979-1983   | Eduardo Mora               | UCD             |
| 1983-1987   | Francisco Piera Máñez      | PSOE            |
| 1987-1991   | Francisco Piera Máñez      | PSOE            |
| 1991-1995   | Ángel Abel Navarro Navarro | PP              |
| 1995-1999   | Ángel Abel Navarro Navarro | PP              |
| 1999-2003   | Ángel Abel Navarro Navarro | PP              |
| 2003-2007   | Ángel Abel Navarro Navarro | PP              |
| 2007-2011   | Ángel Abel Navarro Navarro | PP              |

### Sources
- (es) Cet article est partiellement ou en totalité issu de l’article de Wikipédia en espagnol intitulé « Jalance » (voir la liste des auteurs).